# Jardín (béisbol)

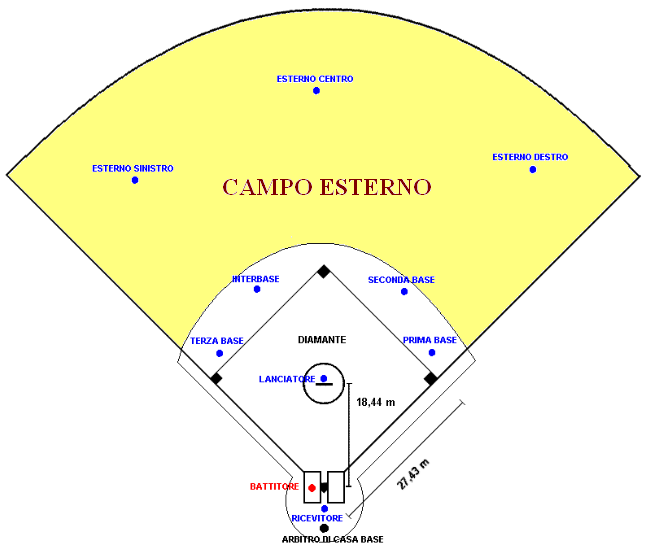
Estructura de un campo de beisbol. Outfield destacado en color amarillo

En el deporte del béisbol se le llama jardín o jardines al área del terreno de juego que se encuentra más allá del área delimitada por el cuadro interior o infield. Se le conoce además como el outfield.

## Características
Es una superficie plana cubierta de grama (césped) natural o artificial que se encuentra en la zona posterior a la línea del infield o línea de grama la cual es el área circundante inmediata al infield.
En el outfield o jardines, se ubican los tres "jardineros" (outfielders), uno en cada extremo (jadineros izquierdo y derecho o leftfielder y rightfielder respectivamente) y uno en el jardín central (centerfielder). La abreviaturas que denotan cada posición son: (LF), (CF) y (RF).
Hacia el borde final externo del jardín y finalizando el campo de juego se encuentra la pista de seguridad, la cual es una franja de terreno ubicada inmediatamente antes de la valla del final de campo, esta superficie no está cubierta de césped para diferenciarse del resto del jardín y avisar al jugar que busca capturar un elevado, y no mantiene la vista en el terreno sino en la bola, que se acerca a la pared y evitar que se golpee contra la misma en la carrera.
Las pistas de seguridad varían entre los estadios pero su ancho están diseñado para ser aproximadamente el equivalente a tres pasos largos de una persona.

### Valla o cerca
Es la pared que delimita el exterior del campo de juego, en algunos estadios están recubiertas con materiales que absorben golpes para proteger a los jugadores. Toda bola bateada sobre la valla o cerca es un jonrón.